# Taoiseach
Taoiseach je naziv predsjednika Vlade Republike Irske. Taoiseacha imenuje predsjednik Irske, nakon što ga nominira parlament (Dáil Éireann). Irska riječ taoiseach znači "šef" ili  "vođa", a usvojena je kao zvaničan naziv predsjednika Vlade Ustavom 1937. godine.
Trenutni Taoiseach je Simon Harris, vođa stranke Fine Gael, koji je preuzeo dužnost 9. travnja 2024., postavši najmlađi Taoiseach u povijesti Irske.